# Andreas Buder
Pour les articles homonymes, voir Buder.
Andreas Buder (né le 22 mai 1979) est un skieur alpin autrichien.

## Coupe du Monde
- Meilleur classement final: 42e en 2007.
- 3 podiums